# Léon de La Varende
Pour les articles homonymes, voir Mallard et La Varende.
Pour les autres membres de la famille, voir famille Mallard de La Varende.
Léon-Gabriel-Jacques-Marie Mallard de La Varende, né le 1er avril 1765 et mort le 9 décembre 1849, est un militaire et homme politique français, député de l'Eure.

## Biographie
Léon Mallard de La Varende est né au Sap le 1er avril 1765, fils de Jacques-Louis Mallard, seigneur de La Varende et de la Saussaye, seigneur et patron des Anthieux, et d'Élisabeth Françoise du Moulin de la Buterne,.
Il devint lieutenant d'artillerie en 1786, émigra à la Révolution et servit comme officier dans l'armée des Princes. À son retour avec les Bourbon, il devint conseiller général de l'Eure ; lieutenant-colonel d'artillerie, il fut fait chevalier de l'ordre de Saint-Louis.
Maire de Chamblac, il fut élu, le 31 mars 1827, député de l'Eure. Réélu le 24 novembre de la même année, par le grand collège du même département, il ne se fit pas remarquer à la Chambre, ou il siégea au centre, parmi les ministériels muets.
Aux élections législatives du 12 juillet 1830, il échoua à Bernay face à Dupont de l'Eure. Il rentra alors dans la vie privée et démissionna de son mandat de maire. Il mourut le 9 décembre 1849 dans son château de Bonneville au Chamblac.
Léon de La Varende avait épousé en 1808 Marie Madeleine Pauline Perrier de La Genevraye, sœur de l'officier blessé Achille Perrier de La Genevraye, dont s'est inspiré le petit-neveu de Léon, l'écrivain Jean de La Varende, pour le personnage principal de Nez-de-Cuir, gentilhomme d'amour.